# بیجرینک (دهانه)
بیجرینک یک دهانه برخوردی در ماه‌ است.

## دهانه‌های اقماری
این دهانه ۸ دهانه اقماری دارد.
| Beijerinck | عرض جغرافیایی | طول جغرافیایی | قطر          |
| ---------- | ------------- | ------------- | ------------ |
| C          | ۱۱.۰° S       | ۱۵۳.۷° E      | ۲۰.۰ کیلومتر |
| D          | ۱۲.۸° S       | ۱۵۳.۱° E      | ۱۴.۰ کیلومتر |
| H          | ۱۴.۲° S       | ۱۵۳.۳° E      | ۱۶.۰ کیلومتر |
| J          | ۱۴.۸° S       | ۱۵۳.۷° E      | ۴۰.۰ کیلومتر |
| S          | ۱۴.۲° S       | ۱۴۷.۲° E      | ۲۷.۰ کیلومتر |
| R          | ۱۴.۷° S       | ۱۴۹.۲° E      | ۲۸.۰ کیلومتر |
| U          | ۱۲.۴° S       | ۱۴۹.۰° E      | ۱۸.۰ کیلومتر |
| V          | ۱۲.۷° S       | ۱۵۰.۱° E      | ۴۲.۰ کیلومتر |